# Lãs de Holmgren
Lãs de Holmgren (ou Holmgreen)  são pequenos feixes de lãs coloridas que são utilizados para diagnóstico do daltonismo.
A execução desse teste consiste em pedir que o paciente separe uma porção de lãs especialmente pintadas em cores ligeiramente diferentes. Esses feixes de lãs devem ser agrupados de forma que fiquem em uma sequencia de cor pré-determinada em um gabarito. Conforme a distorção na ordem das cores pode-se determinar o tipo e o grau do daltonismo.